# 거짓말하는 여자
《거짓말하는 여자》(원제: Menteuse)는 소피 마르소가 1996년에 발간한 소설이다.

## 소개
유명 여배우인 화자가 그녀의 연인이 떠나고, 홀로 자신의 아파트에서, 아랫층 빵집에서 풍겨오는 따뜻한 빵냄새를 맡으며 자신의 삶을 회고한다.